# Jon Ola Norbom

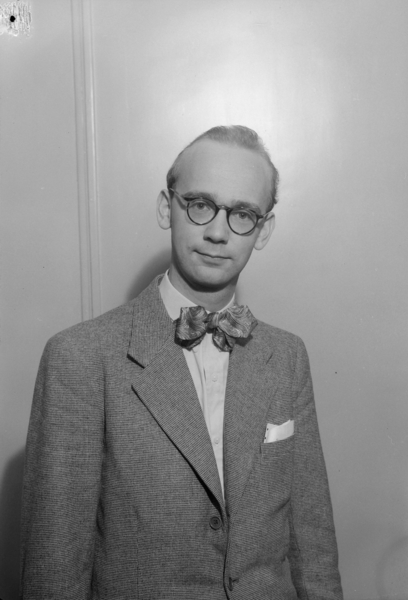
Jon Ola Norbom, 1950

Jon Ola Hauger Norbom (* 15. Dezember 1923 in Bærum; † 12. April 2020 in Suwanee, USA) war ein norwegischer Ökonom und Politiker der liberalen Partei Venstre. Er war von Oktober 1972 bis Oktober 1973 der Finanzminister seines Landes.

## Leben
Nachdem er 1942 die Schule beendet hatte, begann Norbom ein Studium der Sozialökonomie an der Universität Oslo. Dieses wurde durch den Zweiten Weltkrieg unterbrochen, er konnte das Studium jedoch im Jahr 1949 beenden. Von 1950 bis 1954 arbeitete er als Hauptsekretär im Industrieministerium. Zugleich war er in der Parteijugend Unge Venstre engagiert. Dieser stand er zwischen 1950 und 1952 vor. In der Zeit zwischen 1952 und 1953 besuchte er das College of Europe in Brügge, Belgien.

### Forscher und Staatssekretär
1954 zog Norbom nach New York City, wo er zunächst bis 1955 als Forschungsassistent beim National Bureau of Economic Research tätig war. Anschließend arbeitete er bis 1959 als Statistiker bei den Vereinten Nationen (UN), ebenfalls in New York. Im Jahr 1959 siedelte er nach Genf über, wo er in der Forschung im Bereich des Allgemeinen Zoll- und Handelsabkommens (GATT) tätig war. Am 13. Februar 1967 wurde er zum Staatssekretär im Finanz- und Zollministerium ernannt. Dort war er unter Minister Ole Myrvoll bis 16. Oktober 1969 tätig. Zu seinen Hauptaufgaben gehörte in dieser Zeit die Ausarbeitung eines neuen Steuersystems. 1971 wurde er Leiter der Konferenz der Vereinten Nationen für Handel und Entwicklung (UNCTAD).

### Finanzminister
Am 18. Oktober 1972 wurde Norbom zum Finanzminister in der neu gebildeten bürgerlichen Regierung Korvald ernannt. Seine Amtszeit dauerte bis zum Abgang der Regierung am 16. Oktober 1973 an. Als Finanzminister war er im Herbst 1972 für den Haushaltsplan verantwortlich, der als der bis dahin strengste der Nachkriegszeit galt. Daraufhin kehrte er zu seinem vorherigen Posten als Leiter der UNCTAD zurück, den er bis 1983 innehatte. Die restlichen Jahre seiner beruflichen Karriere verbrachte er zwischen 1984 und 1993 im norwegischen Sozialministerium als Departementsråd.
Seine Zeit als Pensionist verbrachte er mit seiner aus den USA stammenden Ehefrau teilweise in Florida. Er starb im April 2020 in Suwanee im Bundesstaat Georgia im Alter von 96 Jahren.